# FM (musikgrupp)
FM (a.k.a. FM/UK) är ett brittiskt rockband inom genren AOR.

## Karriär
Bandet släppte sitt debutalbum Indiscreet 1986 och åkte bl.a. som förband till Bon Jovi och Tina Turner. Ifrån albumet blev singeln "Frozen Heart" en mindre hit. Plattan är idag betraktad som en klassiker bland fans av AOR. Sångaren Steve Overland är ansedd som en av Storbritanniens främsta sångare genom tiderna.
1989 släppte bandet plattan Tough It Out som hade ett delvis tyngre, men fortfarande melodiöst sound. Skivan sålde bra men blev inte den stora hit som skivbolaget hade räknat med, trots starkt låtmaterial. 1991 släpptes plattan Takin' It To The Streets som hade ett mer bluesbaserat sound, man gjorde bl.a. en cover på Marvin Gayes "I Heard It Through the Grapevine". 
1992 års Aphrodisiac var gruppens överlägset tyngsta dittills och FM fortsatte att turnera i hemlandet, inte minst på småställen i akustisk sättning där setlistorna förutom egna låtar även bestod av klassiska rocklåtar.
Efter den mindre lyckade Dead Man's Shoes (1995) gick bandet skilda vägar. 
2007 gjorde de en bejublad comeback som headliners på det årets Firefest-festival i Nottingham, England och de återkom även på 2009 års upplaga.
 Andy Barnett lämnade bandet i slutet av 2008 och ersattes i början av 2009 med Jim Kirkpatrick.
 
Våren 2010 släpptes Metropolis, som var det första albumet med nytt material på 15 år.
2011 spelar FM på Sweden Rock Festival på Zeppelin Stage, vilket är ett uppskattat inslag för de äldre i publiken. Steve Overlands sång håller fortfarande och bland låtvalet hörts både gammalt och nytt.

## Medlemmar
Nuvarande medlemmar
- Merv Goldsworthy – basgitarr, bakgrundssång (1984–1995, 2007–)
- Pete Jupp – trummor, bakgrundssång (1984–1995, 2007–)
- Steve Overland – sång, rytmgitarr (1984–1995, 2007–)
- Jem Davis – keyboard, synthesizer, orgel, piano, keytar, munspel, bakgrundssång (1993–1995, 2007–)
- Jim Kirkpatrick – sologitarr, bakgrundssång (2008–)

Tidigare medlemmar
- Didge Digital (Phil Manchester) – keyboard, keytar, bakgrundssång (1984–1991)
- Chris Overland – sologitarr (1984–1990)
- Andy Barnett – sologitarr (1990–2008)
- Tony Mitman – keyboard (1991–1993)

## Diskografi
Studioalbum
- 1986 – Indiscreet
- 1989 – Tough It Out
- 1991 – Takin' It To The Streets
- 1992 – Aphrodisiac
- 1995 – Dead Man's Shoes
- 1996 – Paraphernalia (Endast Japan)
- 2010 – Metropolis
- 2013 – Rockville
- 2013 – Rockville II
- 2015 – Heroes And Villains
- 2016 – Indiscreet 30
- 2018 – Atomic Generation
- 2020 – Synchronized
- 2022 – Thirteen
- 2024 – Old Habits Die Hard

Livealbum
- 1989 – Live At The Astoria
- 1993 – LIVE - No Electricity Required
- 2008 – Back In The Saddle - Live (DVD + CD)

Samlingsalbum
- 1994 – Only The Strong 1984-1994
- 1995 – Closer To Heaven

Singlar/EPs
- 1985 – "Frozen Heart"
- 1986 – "Love Lies Dying"
- 1986 – "That Girl"
- 1986 – "American Girls"
- 1987 – "Let Love Be The Leader"
- 1989 – "Bad Luck"
- 1989 – "Someday (You'll Come Running)"
- 1990 – "Everytime I Think Of You"
- 1991 – "I Heard It Through the Grapevine"
- 1992 – "Only The Strong Survive"
- 1992 – "Blood And Gasoline"
- 1992 – "Closer To Heaven" (promo)
- 1995 – "Tattoo Needle" (promo)
- 2009 – Wildside (EP)
- 2010 – City Limits (EP)